# 背崩乡
背崩乡是中国西藏自治区墨脱县下辖的一个乡，位于县境西南部，距县城29公里，毗邻印度实际控制区，是中国边防前沿重地之一。2007年有农业人口329户，2042人，主要为门巴族。背崩乡位于亚热带气候区，与青藏高原地区截然不同，当地旅游景点较多，有布裙湖风景保护区、汗密叠层瀑布等。
2008年，全乡下辖9个村委会：背崩村、阿苍村、波东村、巴登村、德尔贡村、地东村、西让村、江新村、格林村。
背崩乡是边防重地。1962年，这里曾经是中印战争的战场之一。解放军一度向南沿雅鲁藏布江攻占更仁等印占地区，但随后宣布撤军。印度于1963年起重新控制麦克马洪线以南的土地。现今，中印实际控制线位于西让村以南1公里的更巴拉山。